# XML-schema
XML-schema är en teknik för att klargöra tillåtna element och attribut för en XML-applikation. XML-schema är i sig en XML-applikation och följer därmed dess syntax.